# 1. Division (Schach) 2001/02
Die Saison 2001/02 war die 40. Spielzeit der 1. Division, der damals höchsten Spielklasse der dänischen Mannschaftsmeisterschaft im Schach. 
Der Titelverteidiger Helsinge Skakklub gewann alle Wettkämpfe und wurde überlegen dänischer Meister.
Aus der 2. Division waren der Skakklubben Sydkysten und der Nørresundby Skakklub aufgestiegen. Während der SK Sydkysten den Klassenerhalt erreichte, belegte Nørresundby brett- und mannschaftspunktgleich mit dem Nordre Skakklub den siebten und achten Platz. Nachdem der SK 1934 Nykøbing seine Mannschaft aus der 1. Division zurückzog, sollte ein Stichkampf um den Klassenerhalt zwischen dem Nordre SK und Nørresundby stattfinden. Nørresundby verzichtete jedoch darauf, so dass der Nordre SK in der 1. Division blieb. Zu den gemeldeten Mannschaftskadern siehe Mannschaftskader der 1. Division (Schach) 2001/02.

## Spieltermine
Die Wettkämpfe wurden ausgetragen am 4., 17. und 18. November 2001, 13. Januar 2002, 3. Februar 2002 sowie am 16. und 17. März 2002. Die zweite und dritte Runde wurden zentral in Helsinge ausgetragen, die beiden letzten Runden in Århus, die übrigen dezentral bei den beteiligten Vereinen.

## Abschlusstabelle
| Pl. | Verein                    | Sp | G | U | V | Brett-P.  | MP   |
| --- | ------------------------- | -- | - | - | - | --------- | ---- |
| 01. | Helsinge Skakklub (M)     | 7  | 7 | 0 | 0 | 40,0:16,0 | 14:0 |
| 02. | Skolernes Skakklub        | 7  | 4 | 1 | 2 | 34,0:22,0 | 9:5  |
| 03. | Brønshøj Skakforening     | 7  | 4 | 1 | 2 | 32,5:23,5 | 9:5  |
| 04. | SK 1968 Århus             | 7  | 3 | 0 | 4 | 28,5:27,5 | 6:8  |
| 05. | Skakklubben Sydkysten (N) | 7  | 3 | 1 | 3 | 25,0:31,0 | 7:7  |
| 06. | SK 1934 Nykøbing          | 7  | 2 | 1 | 4 | 22,0:34,0 | 5:9  |
| 07. | Nordre Skakklub           | 7  | 1 | 1 | 5 | 21,0:35,0 | 3:11 |
| 08. | Nørresundby Skakklub (N)  | 7  | 1 | 1 | 5 | 21,0:35,0 | 3:11 |

### Entscheidungen
|     | Dänischer Mannschaftsmeister: Helsinge Skakklub                                                                       |
|     | Absteiger in die 2. Division: SK 1934 Nykøbing (freiwilliger Rückzug), Nørresundby Skakklub (Verzicht auf Stichkampf) |
| (M) | Meister der letzten Saison                                                                                            |
| (N) | Aufsteiger der letzten Saison                                                                                         |

### Kreuztabelle
| Ergebnisse | Ergebnisse            | 01. | 02. | 03. | 04. | 05. | 06. | 07. | 08. |
| ---------- | --------------------- | --- | --- | --- | --- | --- | --- | --- | --- |
| 01.        | Helsinge Skakklub     |     | 5   | 5   | 6½  | 7   | 6   | 5½  | 5   |
| 02.        | Skolernes Skakklub    | 3   |     | 4   | 5   | 3½  | 7   | 6   | 5½  |
| 03.        | Brønshøj Skakforening | 3   | 4   |     | 4½  | 5   | 3   | 5   | 8   |
| 04.        | SK 1968 Århus         | 1½  | 3   | 3½  |     | 5½  | 5   | 3½  | 6½  |
| 05.        | Skakklubben Sydkysten | 1   | 4½  | 3   | 2½  |     | 4   | 5½  | 4½  |
| 06.        | SK 1934 Nykøbing      | 2   | 1   | 5   | 3   | 4   |     | 5½  | 1½  |
| 07.        | Nordre Skakklub       | 2½  | 2   | 3   | 4½  | 2½  | 2½  |     | 4   |
| 08.        | Nørresundby Skakklub  | 3   | 2½  | 0   | 1½  | 3½  | 6½  | 4   |     |

## Die Meistermannschaft
| 1. | Helsinge Skakklub |
| Abgebildet sind sechs Schachfiguren. In Weiß: König, Läufer und Bauer. In Schwarz: Dame, Turm und Springer. | Peter Heine Nielsen, Lars Schandorff, Jesper Hall, Steffen Pedersen, Klaus Berg, Simon Bekker-Jensen, Tomas Hutters, Niels Jørgen Fries Nielsen, David Bekker-Jensen, Jacob Sylvan, Jesper Mørch Lauridsen, Peter Bjørntoft. |